# Plectris curtipilis
Plectris curtipilis är en skalbaggsart som beskrevs av Frey 1967. Plectris curtipilis ingår i släktet Plectris och familjen Melolonthidae. Inga underarter finns listade i Catalogue of Life.